# حشاشین (مجموعه تلویزیونی)
حشاشین (عربی: الحشاشين) مجموعهٔ تلویزیونی درام تاریخی مصری است که در رمضان ۱۴۰۳ هجری شمسی (۱۴۴۵ هجری قمری) پخش شد. این مجموعه به امپراتوری سلجوقی، خلافت فاطمیان و گروه حشاشین می‌پردازد. این مجموعه به کارگردانی پیتر میمی و با حضور بازیگرانی چون کریم عبدالعزیز، فتحی عبدالوهاب، میرنا نورالدین و احمد عید ساخته شده است.

## داستان سریال
رخدادها در یک بستر تاریخی، در سدهٔ یازدهم میلادی اتفاق می‌افتند. در آن زمان حسن صباح رهبری گروه حشاشین را عهده‌دار بود که به انجام ترورهای خونین شخصیت‌های برجسته مشهور بودند. داستان همچنین به افسانه سه یار دبستانی توجه ویژه‌ای دارد.

## بازیگران
- کریم عبد العزیز[۴] در نقش حسن صباح
- فتحی عبدالوهاب در نقش نظام‌الملک
- میرنا نورالدین در نقش دنیا زاد
- احمد عید در نقش زید بن سیحون
- اسلام جمال در نقش سلطان ملکشاه یکم
- نیکلاس معاوض در نقش خیام
- سامی الشیخ در نقش کیا بزرگ‌امید
- سارا الشامی در نقش نورهان
- عمر الشناوی در نقش برکیارق
- نور ایهاب
- سوزان نجم‌الدین در نقش الینار
- بسنت ابو باشا در نقش جوریه
- محمد رجب در نقش ضیف شرف، حاکم سابق قلعه الموت
- جیهان الشماشرجی
- احمد میدان در نقش هادی
- احمد عبدالوهاب در نقش یحیی
- قمر السباعی
- کریم سرور در نقش خیرت
- ابراهیم کامل در نقش سلیمان
- محمد منیر در نقش طیفور
- احمد الجوهری
- عابد عنانی امیر نزار ابن المستنصر بالله
- احمد عبدالله
- امینه خلیل در نقش بدر البدور

## محبوبیت
این مجموعه تلویزونی در جهان عرب به عنوان یکی از بهترین کارهای هنری در سال‌های اخیر شناخته شده و با استقبال گسترده‌ای از شمال آفریقا تا ایران روبرو شد.

## ساخت
ساخت این سریال حدود دو سال طول کشید و نزدیک به ۱۲ میلیون دلار هزینه برد.

## انتقادات
گویش محاوره‌ای که شخصیت‌های سریال به آن صحبت می‌کنند بسیار نزدیک به زبان کوچه و بازاری امروز مصر است انتقادهای زیادی را برانگیخت. به خصوص که سریال تاریخی است و زبان شخصیت‌های سریال باید عربی کلاسیک باشد.
گفته می‌شود این مجموعه تلویزیونی از رمان سمرقند نوشته امین معلوف اقتباس شده و به نوعی یک سرقت ادبی است.

## ممنوعیت در ایران
پخش این سریال تاریخی در ایران ممنوع است. سامان مرادحسینی سخنگوی مجمع رصتا در ساترا علت ممنوعیت این سریال را نشان دادن چهره نادرستی از ایرانیان اعلام کرد. 